# Angianthula
Angianthula Leloup, 1964 è un genere di antozoi della famiglia Botrucnidiferidae.

## Tassonomia
Comprende le seguenti specie:
- Angianthula bargmannae Leloup, 1964
- Angianthula cerfontaini Leloup, 1968